# Dübendorf
Dübendorf é uma comuna da Suíça, no Cantão Zurique, com cerca de 22.382 habitantes. Estende-se por uma área de 13,61 km², de densidade populacional de 1.645 hab/km². Confina com as seguintes comunas: Dietlikon, Fällanden, Schwerzenbach, Volketswil, Wallisellen, Wangen-Brüttisellen, Zurique (Zürich).
A língua oficial nesta comuna é o Alemão.